# Miloš Milutinović
Miloš Milutinović (Bajina Bašta, 5 febbraio 1933 – Belgrado, 28 gennaio 2003) è stato un calciatore e allenatore di calcio jugoslavo.

## Carriera

### Club
Fratello degli allenatori Bora e Milorad, ha vestito le maglie di Partizan, OFK Belgrado, Bayern Monaco, RC Paris e Stade Français.
Nella stagione 1955-1956 segnò due gol nella prima partita assoluta di Coppa dei Campioni nel pareggio per 3-3 tra il suo Partizan e lo Sporting Lisbona. In seguito realizzò anche una quaterna nella gara di ritorno di Belgrado che il Partizan vinse 5-2 e 2 reti nel 3-0 contro il Real Madrid ai quarti di finale (poi gli spagnoli, futuri campioni, ribaltarono il risultato con un 4-0 a Madrid).
Fu il capocannoniere della prima edizione della Coppa dei Campioni con 8 reti.
In totale disputò 192 partite segnando 183 gol con il Partizan, squadra con cui vinse 2 Coppe di Jugoslavia (1954, 1956-1957).

### Nazionale
Milutinović con la nazionale jugoslava Under-19 fu nominato miglior giocatore agli Europei di calcio di categoria del 1951, quando conquistò il titolo laureandosi anche capocannoniere con 4 reti.
Debuttò con la nazionale maggiore il 21 maggio 1953 contro il Galles segnando una tripletta nel 5-2 finale. Con la nazionale jugoslava ha collezionato 33 presenze e ha partecipato ai Mondiali 1954 e Mondiali 1958.
Miloš Milutinović realizzò la rete decisiva nell'1-0 tra Jugoslavia e Francia, incontro di apertura dei Mondiali 1954: entrò nella storia, poiché si trattava della prima partita mai trasmessa in diretta dei Mondiali; fu quindi suo il primo gol dei Mondiali ad essere visto in diretta televisiva.

### Allenatore
Milutinović, dopo aver concluso la carriera di giocatore, allenò il Dubočica, il Proleter Zrenjanin, l'Atlas, il Beşiktaş, il Velež Mostar, il Partizan, e dal 1984 al 1986 fu selezionatore della nazionale jugoslava.

## Palmarès

### Giocatore

#### Competizioni nazionali
- Coppa di Jugoslavia: 2

Partizan: 1954, 1956-1957

#### Individuale
- Capocannoniere della Coppa dei Campioni:1

1955-1956 (8 gol)

### Allenatore

#### Competizioni nazionali
- Campionato jugoslavo: 1

Partizan: 1982-1983
- Coppa di Jugoslavia: 1

Velež Mostar: 1980-1981
- Campionato turco: 1

Besiktas: 1986-1987

### Videografia
- Federico Ferri e Federico Buffa, Storie Mondiali: Diegooooooooo! (1986), Sky Sport, 2014.